# گوسکی کوجیما
گوسکی کوجیما (به ژاپنی: 小島 剛夕 Kojima Gōseki) یک مانگاکا اهل ژاپن بود. معروفترین اثر او گرگ تنها و توله است.